# Остров (Мирогощанская сельская община)
Остров (укр. Острів) — село в Мирогощанской сельской общине Дубенского района Ровненской области Украины.
Население по переписи 2001 года составляло 494 человека. Почтовый индекс — 35630. Телефонный код — 3656. Код КОАТУУ — 5621682608.